# Europees kampioenschap hockey mannen 2005
Het Europees kampioenschap hockey voor mannen (2005) voor A-landen had plaats van zaterdag 28 augustus tot en met zondag 4 september 2005 in Leipzig, Duitsland. Het was de tiende editie van dit internationale sportevenement, dat voor het eerst niet met twaalf maar met acht landenteams werd gespeeld. De opzet is herzien, mede om al te grote krachtsverschillen uit te bannen. Met ingang van deze editie wordt het toernooi om de twee in plaats van vier jaar gehouden. Het toernooi staat onder auspiciën van de Europese hockeyfederatie (EHF). Titelverdediger was gastland  Duitsland.

## Groepsfase

### Groep A
| Team      | G | W | GL | V | P | DV | DT |
| --------- | - | - | -- | - | - | -- | -- |
| Duitsland | 3 | 3 | 0  | 0 | 9 | 10 | 2  |
| België    | 3 | 1 | 1  | 1 | 4 | 4  | 6  |
| Schotland | 3 | 1 | 0  | 2 | 3 | 6  | 9  |
| Engeland  | 3 | 0 | 1  | 2 | 1 | 3  | 6  |

| Duitsland | Schotland | 5 - 1 |
| Engeland  | België    | 1 - 1 |
| Duitsland | België    | 4 - 1 |
| Engeland  | Schotland | 2 - 4 |
| België    | Schotland | 2 - 1 |
| Duitsland | Engeland  | 1 - 0 |

### Groep B
| Team      | G | W | GL | V | P | DV | DT |
| --------- | - | - | -- | - | - | -- | -- |
| Nederland | 3 | 3 | 0  | 0 | 9 | 9  | 6  |
| Spanje    | 3 | 2 | 0  | 1 | 6 | 9  | 6  |
| Polen     | 3 | 1 | 0  | 2 | 3 | 6  | 5  |
| Frankrijk | 3 | 0 | 0  | 3 | 0 | 8  | 15 |

| Nederland | Frankrijk | 5 - 4 |
| Spanje    | Polen     | 2 - 1 |
| Nederland | Polen     | 2 - 1 |
| Spanje    | Frankrijk | 6 - 3 |
| Polen     | Frankrijk | 4 - 1 |
| Nederland | Spanje    | 2 - 1 |

## Uitslagen eindfase

### Tussenronde voor plaats 5 t/m 8
| Schotland | Frankrijk | 2 - 4 |
| Polen     | Engeland  | 0 - 3 |

### Halve finale
| Nederland | België | 5 - 1 |
| Duitsland | Spanje | 2 - 3 |

### Finales
| Om plaats 7 | Om plaats 7 | Om plaats 7                                 |
| ----------- | ----------- | ------------------------------------------- |
| Schotland   | Polen       | 2 - 2 (Polen wint na strafballen 5 - 6)     |
| Om plaats 5 |             |                                             |
| Frankrijk   | Engeland    | 2 - 2 (Frankrijk wint na strafballen 7 - 6) |
| Om plaats 3 |             |                                             |
| België      | Duitsland   | 1 - 9                                       |
| Finale      |             |                                             |
| Nederland   | Spanje      | 2 - 4                                       |

| Europees kampioen 2005 |
| ---------------------- |
|                        |
| Spanje Tweede titel    |

## Eindrangschikking
| rang   | land      |
| ------ | --------- |
| Goud   | Spanje    |
| Zilver | Nederland |
| Brons  | Duitsland |
| 4      | België    |
| 5      | Frankrijk |
| 6      | Engeland  |
| 7      | Polen     |
| 8      | Schotland |

## Nederlandse selectie
| Ploeg       | Ploeg                | Ploeg                       |
| Doel        | Doel                 | Doel                        |
| ----------- | -------------------- | --------------------------- |
| 1.          | Guus Vogels          | HGC                         |
| 13.         | Klaas Veering        | Amsterdam                   |
| Verdediging |                      |                             |
| 3.          | Geert-Jan Derikx     | SCHC                        |
| 7.          | Sander van der Weide | Real Club de Polo           |
| 10.         | Taeke Taekema        | Amsterdam                   |
| 20.         | Jesse Mahieu         | Amsterdam                   |
| 24.         | Robert van der Horst | Oranje Zwart                |
| Middenveld  |                      |                             |
| 5.          | Rob Derikx           | SCHC                        |
| 12.         | Jeroen Delmee ©      | Hockeyclub 's-Hertogenbosch |
| 14.         | Teun de Nooijer      | HC Bloemendaal              |
| 16.         | Floris Evers         | SCHC                        |
| 23.         | Timme Hoyng          | Amsterdam                   |
| Aanval      |                      |                             |
| 4.          | Karel Klaver         | HC Bloemendaal              |
| 8.          | Ronald Brouwer       | HGC                         |
| 18.         | Rob Reckers          | Oranje Zwart                |
| 19.         | Matthijs Brouwer     | Hockeyclub 's-Hertogenbosch |
| 21.         | Nick Meijer          | HC Bloemendaal              |
| 22.         | Roderick Weusthof    | SCHC                        |

| Technische staf        | Technische staf |
| ---------------------- | --------------- |
| Bondscoach en manager: | Roelant Oltmans |